# El andador
El andador es una película de Argentina en blanco y negro  dirigida por Enrique Carreras según el guion de Norberto Aroldi basado en su obra teatral homónima, que se estrenó el 24 de agosto de 1967 y que tuvo como protagonistas a Tita Merello, Jorge Salcedo, Luis Tasca y Juan Carlos Altavista.

## Sinopsis
Un embarazo tardío altera la rutina de un matrimonio maduro.

## Reparto
- Tita Merello
- Jorge Salcedo
- Luis Tasca
- Juan Carlos Altavista
- Gloria Ferrandiz
- Adolfo García Grau
- Oscar Villa
- Jorge de la Riestra
- Marta Cipriano
- Alfonso Pícaro
- Atilio Pozzobón
- Ricardo Oyharzabal
- Alberto Olmedo

## Comentarios
Clarín comentó del filme:

”Desgarrante conflicto sentimental”.

Crónica dijo del filme en su sección matutina:

”En suma, una película digna”.

Por su parte, Manrupe y Portela escriben:

”Supuesto drama “profundo” tratando de explotar  una vez más el temperamento de la pareja protagónica”.